# 348e division d'infanterie
La  348e division d'infanterie (en allemand : 348. Infanterie-Division ou 348. ID) est une des divisions d'infanterie de l'armée allemande (Wehrmacht) durant la Seconde Guerre mondiale.

## Historique
La 348e division d'infanterie est formée le 14 septembre 1942 en France à partir de personnel du Wehrkreis XII.
Après sa formation, elle sert comme unité d'occupation, de sécurité et défenses des zones côtières dans le Nord de la France dans le secteur de Dieppe et Calais au sein du LXXXI. Armeekorps de la 15. Armee dans l'Heeresgruppe D.
En août 1944, elle est envoyée en Normandie, où elle subit de lourdes pertes lors de son retrait dans le nord de la France et de Belgique.
La division est dissoute le 29 septembre 1944.

## Organisation

### Commandants
| Date                               | Grade           | Commandant       |
| ---------------------------------- | --------------- | ---------------- |
| 27 septembre 1942 - 5 février 1944 | Generalleutnant | Karl Gümbel (en) |
| 5 février 1944 - ? septembre 1944  | Generalleutnant | Paul Seyffardt   |

### Officiers d'opérations (Generalstabsoffiziere (Ia))
| Date                            | Grade | Commandant          |
| ------------------------------- | ----- | ------------------- |
| Octobre 1942 - Novembre 1942    | Major | Olaf von Lindequist |
| Novembre 1942 - Mai 1943        | Major | Heinrich Sartorius  |
| 10 mai 1943 - 10 décembre 1943  | Major | Elmar Warning       |
| 1er janvier 1944 - Octobre 1944 | Major | Barkhausen          |

## Théâtres d'opérations
- France : Septembre 1942 - Septembre 1944

## Ordre de bataille
1942
- Festungs-Infanterie-Regiment 863
- Festungs-Infanterie-Regiment 864
- Artillerie-Regiment 348
- Pionier-Bataillon 348
- Nachrichten-Abteilung 348
- Versorgungseinheiten 348

1944
- Festungs-Grenadier-Regiment 863
- Festungs-Grenadier-Regiment 864
- Artillerie-Regiment 348
- Pionier-Bataillon 348
- Panzerjäger-Abteilung 348
- Nachrichten-Abteilung 348
- Feldersatz-Bataillon 348
- Versorgungseinheiten 348